# 最後的遺跡
《最後的遺跡》是史克威爾艾尼克斯在2008年首發於Xbox 360上的電子角色扮演遊戲，後移植至Microsoft Windows平台。官方曾發布了PlayStation 3版本的信息，但該版从未发行。畫質強化版《最後的遺跡 Remastered》將於2018年12月6日在PlayStation 4上推出。

## 概要
史克威爾·艾尼克斯於2007年5月12日－5月13日在幕張國際展覽中心舉辦「SQUARE ENIX PARTY 2007」之前的私人發表會發表了《最後的遺跡》，並預定美日同時發售，在「SQUARE ENIX PARTY 2007」中版權標誌標示為2008年預定發售。

## 系統
《最後的遺跡》在遊戲的戰鬥部分，能讓大量我方角色投入戰鬥，以五人為一隊、五隊共二十五人的規模投入戰鬥，指令輸入以「隊」為單位，不同的角色編組同隊會有不同的技能可施展。
在原版X360版本中，能加入的角色有限，所以主線加支線能得到有頭有臉的同伴也不足以填滿25人，還需雇用大眾臉的NPC才可解決人手不足的問題；在移植PC版後針對系統與同伴改良強化，特別是同伴人數激增、總和遠遠超過25人，讓玩家可以擺脫爛又沒名的大眾臉NPC之苦。
由於製作人為河津秋敏，故本作整體的戰鬥系統及地圖運作方式與河津的成名作「復活邪神」系列極為相似，可視為SAGA系列的姐妹作。

### 技能分類

#### 戰鬥技能
依據持武器的方式可以分成以下幾類
片手武器/片手持ち
片手武器/両手持ち
片手武器/二刀持ち
両手武器/両手持ち
片手武器/四刀持ち
片手武器/二腕二刀持ち
両手武器/二腕二刀持ち

#### 術法
突擊術法
遊戲中相當普遍的術法，大部分都是以攻擊一個單位為主，在整個戰鬥中相當萬用
狙擊術法
有遠距離攻擊效果，最多能夠移動兼具攻擊效果的術法，在巨大規模戰鬥具有舉足輕重的地位
工作術法
附有異常與干擾狀態效果，能夠攻擊一個部隊
救助術法
以恢復與解除異常狀態為目的的魔法，但是順序上比道具慢，依照知力的不同可以決定恢復多寡
戰術術法
能夠損傷並且削弱敵方士氣，與工作術法一樣可以攻擊一個部隊
戦略術法
輔助自方效果為主的術法
禁忌術法
施法條件必須要隊員配合該術法發動條件來施展，當條件滿足可以發動，擴及範圍可以包括整個敵軍

#### 道具
草药
與救助術法有相同效果，施展速度快，但是恢復量是固定的
合剂
提升自方隊伍能力
膏药
解除異常狀態
陷阱
具損傷，異常狀態等等效果
炸药
能夠給予固定物理傷害和些許追加傷害
魔片
能够给予固定魔法伤害和些许追加伤害，高等级会同时造成对方能力下降。也有魔片可以恢复HP

## 世界設定

### 遺跡
故事沿著「遺跡」為主軸，沒有人知道「遺跡」是為了什麼而開發。它們分散在世界各地，有著不同的大小和形狀。「遺跡」擁有不可思議的力量，不同「遺跡」的力量，對週邊自然和人們帶來不同的影響，亦對戰鬥有直接關係。當遺跡的契約者死亡或是無契約者的情況之下，稱之黑色遺跡(ブランクレムナント)，長時間放置下會招來嚴重的災禍。
惑星之心（Valeria Heart）
祭祀在阿斯蘭姆的遺跡，形狀為巨大的劍
Gae Bolg（ゲイ・ボルグ）
阿斯蘭姆代代相傳的遺跡，形狀如同大炮，其所發射的炮彈足以將周圍燒成灰燼。要使用它需要相當的精神力，來源為克爾特神話中登場的魔槍
ケレンドロウス
作為Gae Bolg板機之遺跡，其本身也可發射魔力的炮彈（大衛的專用技能，EX．MACHINA），EX．MACHINA為拉丁語中機械的神明之意
サイクロップス (Cyclops)
拉修所持有的護身符封印的遺跡，身軀巨大有著壓倒性的破壞力，來源是希臘神話的獨眼巨人
ラバーソウル (Rubber Soul)
位於迪爾高原的遺跡，是個被植物所覆蓋的黑色球體，掌管和平的心，來源為SAGA系列的鞋子
リア・フォール（Liafort）
被放置在懷特洛基（Ivory peaks）的岩壁彫刻遺跡
聖域（Elysion）
浮在聖都艾琉紫苑的上空，宛如的刺入天空般的巨大遺跡，語源為希臘神話中死後的樂園，死者靈魂之歸處，被崇尚為聖域之地。
方舟（Ark）
安置在聖都艾琉紫苑頂部的鐘樓型遺跡，連結地上與巨大遺跡Elysion的轉送裝置
饕餮（トウテツ）
存在於巴爾泰羅瑟的巨大昆蟲型遺跡，來源是中國神話的怪物
最終青葉（Last Leaf）
守護克羅基古濕原封印的神聖遺跡
蒼藍妖精（Blue Elf）
在艾爾斐娜街上飄浮的水球型遺跡
ナムル‧ニラム
沉睡在ヌモール廃坑的石像遺跡
月下美人
七人眾之一ひな所持有的藍色彎刀型遺跡
紅薙
七人眾之一はな所持有的紅色彎刀型遺跡
氷の剣
七人眾之一ヤング所持有的單刃鋸齒的巨劍，能夠讓周圍的一切冰冷

### 世界觀
由密特拉、雅馬、克西提、索巴尼等4個種族生活的世界。從遊戲畫面可看到這個世界各種族的相爭。

### 種族
密特拉族（Mitra／ミトラ）
普通的人類。特別能力和智力都很平均，世界最大的種族。
雅馬族（Yama／ヤーマ）
面容像魚並擁有龐大的身軀的種族，而且力量非常強大。
克西提族（Qsiti／クシティ）
長耳朵，像青蛙的亞人，與其他種族相比身體較細小。
索巴尼族（Sovani／ソバニ）
面容像猫，擁有4支手臂的長壽種族。

## 人物

### 主要人物
拉修．賽克斯(Rush Sykes)
配音：野島健兒（日本）；Johnny Yong Bosch（美國）
本作的主角，18歲，住在沒有「遺跡」的尤拉姆島的青年，感情豐富、喜怒哀樂毫不保留顯現在臉上。很為家人著想，特別是遇到和妹妹伊莉娜有關的事就會變得很衝動。本來和妹妹伊莉娜一起安穩地過著生活，然而某天妹妹被突如其來的神秘人物綁架，為了尋找妹妹他毅然離開島嶼。
伊莉娜．賽克斯(Irina Sykes)
配音：名塚佳織（日本）；Erika Weinstein（美國）
14歲．拉修的妹妹，14歳，本來和哥哥拉修在尤拉姆島安穩地過著生活，卻被突如其來的神秘組織綁架。是千年前第一位與Remnant締結契約之女性的末裔，但本人並不知情。

### 阿斯蘭姆
大衛．那索(David Nassau)
配音：小野大輔（日本）；Jason Liebrecht（美國）
才19歲就當上阿斯蘭姆領主的密特拉族青年，祈願阿斯蘭姆的經濟發展和獨立，率領軍隊奮鬥。因其立場的關係，總是態度冷靜壓抑自己的情感，為戰鬥用Remnant「Gae．Bolg」的使用者。
阿斯蘭姆四將軍
艾瑪．哈尼威爾(Emma Honeywell)
配音：田中敦子（日本）
41歲，密特拉族。侍奉阿斯蘭姆領主的名門哈尼威爾家的當家。後來在主線故事中戰死。
艾瑪．哈尼威爾二世(Emma Honeywell II)
配音：小島幸子（日本）
艾瑪的女兒，小名艾咪，母親死後加入玩家陣營代替母親奮戰(裝備等級全部繼承，等於只是換了外型而已)。戰鬥台詞跟母親一樣「我是艾瑪」。
托爾加爾(Torgal)
配音：楠大典（日本）
200歲，索巴尼族。四將軍之首。
帕庫斯(Pagus)
配音：小形満（日本）
55歲，克希堤族。四將軍的參謀。
布洛克達(Blocter)
配音：間宮康弘（日本）
24歲，亞馬族。

### 霸王軍
霸王(The Conqueror)
配音：大友龍三郎（日本）
本名與經歷不詳，身穿鮮紅色衣服的人物，強大的力量足以壓倒世界。衣服身上的鮮紅色據說是被霸王擊敗的人們鮮血而染成的
蘿維亞絲(Roeas)
配音：皆川純子（日本）
霸王的左右手，霸王軍傳報指示與作戰的女戰士。
卡斯坦聶亞(Castanea)
霸王的左右手，巨大身軀的武裝戰士，沉默寡言。
七人衆
聽從蘿維亞絲與卡斯坦聶亞命令的七名精銳戰士，每個人皆有遺跡的力量
塞尼凡(Snievan)
配音：櫛田泰道（日本）
佐多(Zuido)
配音：北川勝博（日本）
魯多普(Ludope)
配音：ふくまつ進紗（日本）
辛娜(Hinnah)
配音：澤城美雪（日本）
漢娜(Hannah)
配音：澤城美雪（日本）
楊(Young)
配音：高橋研二（日本）
米爾頓(Milton)
配音：林一夫（日本）

### 龍城娜卡普魯
威爾布蘭多．艾爾邁耶(Wilfred Hermeien)
配音：真殿光昭（日本）
34歲，密特拉族，龍城娜卡普魯的領主，現任的共和會議的議長與遺跡研究機構艾卡德米的最高責任者。
第三委員會
瓦古蘭姆(Wagram)
配音：森山周一郎（日本）
身穿白袍，手持扇子的魔術師
葉卡(Jager)
配音：藤本たかひろ（日本）
第三委員會的強襲隊長，與瓦古蘭姆一同行動

## 高畫質复刻
史克威爾艾尼克斯於2018年9月11日宣布，《最後的遺跡》的高畫質复刻版本《最後的遺跡 Remastered》將在12月6日於PlayStation 4發售。

## 外部連結
- 官方网站：日本、北美
- 新聞稿 （页面存档备份，存于）（日語）